# Jarcevskij rajon
Lo Jarcevskij rajon (in russo Ярцевский район?) è un rajon dell'Oblast' di Smolensk, nella Russia europea; il capoluogo è Jarcevo. Istituito nel 1929, ricopre una superficie di 1.618,93 chilometri quadrati.